# Karaidel'
Karaidel' (in russo Караидель?; in baschiro Ҡариҙел) è un villaggio della Russia europea orientale, situato nella Repubblica autonoma della Baschiria; appartiene al rajon Karaidel'skij, del quale è il centro amministrativo.
È situato sul fiume Ufa (affluente della Belaja) e sulle rive del bacino idrico Pavlovskoe, 219 km a nord-est della città di Ufa.